# Mélusine Mayance
Mélusine Mayance (Parijs, 21 maart 1999) is een Franse actrice die bekend werd door haar hoofdrol in de film Haar naam was Sarah uit 2010, over een meisje dat in de Tweede Wereldoorlog haar ouders en broertje verliest.

## Carrière
- Elle s'appelait Sarah: Sarah Starzynski (2010)
- Un soupçon d'innocence (tv-film): Julie (2010)
- La peau de chagrin (tv-film): La mendiante (2011)
- Les associés (tv-film): Émilie (2009)
- Vive les vacances! (tv-serie): Alice (2009)
- Ricky: Lisa (2009)